# 大和証券
大和証券株式会社（だいわしょうけん、英: Daiwa Securities Co. Ltd.）は、東京都千代田区丸の内に本社を置く、大和証券グループ本社傘下の証券会社。企業理念は「信頼の構築、人材の重視、社会への貢献、健全な利益の確保」。

## 概要
野村證券（野村HD）、SMBC日興証券（SMFG）、みずほ証券（みずほFG）、三菱UFJモルガン・スタンレー証券（MUFG）とともに、日本の総合証券会社大手5社の1角である。また、野村證券とともにメガバンクの金融持株会社（フィナンシャルグループ）に属さない独立系の証券会社である。
旧・大和證券（初代）としては、1943年に藤本証券と日本信託銀行が合併して設立。社名は当時の日銀総裁であった結城豊太郎が「相和して大きくなる」との願いを込め名づけた。
旧住友銀行（現三井住友銀行）との提携がなされていた際、法人業務に関して、相互に顧客を紹介したほか、共同出資によるホールセール証券会社である「大和証券SBキャピタルマーケッツ」（三井住友銀行発足時に「大和証券SMBC」へ社名変更）を設立し、一時は法人向け証券業務において、業界No.2の実績を誇ったこともあった。
2009年に三井住友フィナンシャルグループ（SMBCグループ）との資本・業務提携が解消されたことで、法人向けの証券業務については、大和証券グループ単独出資による「大和証券キャピタル・マーケッツ」へ置き換えられることになった。2代目の法人としては、（初代）旧・大和證券（現・大和証券グループ本社）が持株会社化した際に、「大和証券リテール準備株式会社」として設立されたもので、1999年4月26日から個人向け取引の営業譲渡を受けると同時に、商号変更の上、リテール専門証券会社として営業したものである。

## 沿革

### 旧・大和證券（初代）
- 1902年（明治35年）5月1日：大阪にて藤本ビルブローカーとして創業。
- 1906年（明治38年）10月16日：株式会社藤本ビルブローカーを設立し、法人化。
- 1907年（明治40年）3月26日：株式会社藤本ビルブローカー銀行に商号変更。
- 1933年（昭和8年）1月1日：藤本ビルブローカー証券株式会社に商号変更。
- 1942年（昭和17年）7月1日：藤本証券株式会社に商号変更。
- 1943年（昭和18年）12月27日：藤本証券株式会社と株式会社日本信託銀行が対等合併して、大和證券株式会社設立。
- 1949年（昭和24年）：資金部の短資業務を東京短資に譲渡。
- 1961年10月：株式上場（東証・大証・名証1部）。
- 1996年4月：業界初株式ミニ投資取引、株価照会サービスの提供開始。
- 1996年6月：業界初株式売買取引（単位株取引）、株価時価照会サービスの提供開始。
- 1999年2月：業界初NTT DoCoMo「iモード」サービスによる株価情報、市況情報、株式の売買等の提供。
- 1999年4月26日：（旧）大和證券株式会社が、株式会社大和証券グループ本社に商号変更して、持株会社に移行。
リテール証券業務を新・大和証券に営業譲渡、ホールセール業務を大和証券エスビーキャピタル・マーケッツ（後の株式会社大和証券キャピタル・マーケッツ）に営業譲渡。

### 2代目・大和証券
- 1999年4月26日：（2代目）大和証券株式会社が、（初代）旧・大和證券株式会社からリテール証券業務を営業譲受し、営業開始。
- 2000年5月：業界初株価通知サービス「メールDE株価」の提供。
- 2006年2月：店頭FX「ダイワFX」取扱開始。
- 2008年8月：「ダイワPTS」取扱開始。
- 2009年10月：店頭CFD「ダイワ株X」の取扱開始。
- 2009年11月：取引所FX（愛称：くりっく365）の「ダイワ365FX」取扱開始。
- 2011年5月：大和ネクスト銀行を所属銀行とする銀行代理業の業務を開始（同年4月22日付けで銀行代理業の許可を取得）。
- 2012年4月：大和証券キャピタル・マーケッツ株式会社を吸収合併。リテール・ホールセールを一本化[3][4]。
- 2017年10月：大和ペンション・コンサルティング株式会社を吸収合併。

## ワークライフバランス
社員が働きがいのある会社を整備しようと女性活躍支援や原則19時退社、家族の職場訪問などのワークライフバランスを重視した施策を実行している。

## 不祥事・事件

### 姫路支店によるインサイダー取引事件
2005年10月、姫路支店法人課の課長代理がフジプレアム役員より、インサイダー取引の疑いがある注文を受け付けた。証券取引等監視委員会は金融庁に行政処分を勧告し、金融庁は姫路支店に2006年12月19日と20日の業務停止命令を下した。

### 従業員に対する追い出し部屋問題
2015年4月には、大和証券とそのグループ会社の日の出証券が、共同で従業員を退職させようと追い出し部屋に移動させたことが「嫌がらせであり違法」であるとして、大阪地方裁判所が被害者に約150万円の支払いを命じている。

### 同社勤務のしばき隊関連団体メンバーによるTwitterでの発言問題
問題の人物はネット証券「ダイワ・ダイレクト」を手掛けるダイレクト企画部長と言われており、この人物はTwitterで延々と反社会的な言動を流していた。大和証券は2016年12月、当該人物をダイレクト企画部長から更迭し、後任を他の執行役員が兼ねる異例の人事を発表した。

### 元社員による顧客情報流出
2021年12月1日、大和證券福岡支店の元社員が、顧客情報を外部に持ち出した窃盗容疑で福岡県警察に逮捕された。

## 行政との関係
内閣府外局の金融庁が所管する証券取引等監視委員会の委員3名のうち、1名は大和総研専務理事の引頭麻実であった（2016年10月25日衆議院承認）。また、大和証券グループ本社の元代表取締役の鈴木茂晴が同委員会の監視対象の一つである業内自主規制団体日本証券業協会の会長を務めていた（2017年7月1日、同協会理事会の推薦と総会選挙により就任）。なお2017年には、証券取引等監視委員会の前任委員の天下り問題が問題視されている。